# Triasininae
Triasininae es una subfamilia de foraminíferos bentónicos de la familia Involutinidae, del suborden Involutinina y del orden Involutinida. Su rango cronoestratigráfico abarca desde el Ladiniense (Triásico medio) hasta el Rhaetiense (Triásico superior).

## Clasificación
Triasininae incluye a los siguientes géneros:
- Paratriasina †
- Triasina †